# Gora Greben'
Gora Greben' är ett berg i Antarktis. Det ligger i Östantarktis. Australien gör anspråk på området. Toppen på Gora Greben' är 1 792 meter över havet.
Terrängen runt Gora Greben' är huvudsakligen en högslätt. Trakten är obefolkad. Det finns inga samhällen i närheten.